# Энциклопедия для детей
«Энциклопедия для детей» — универсальная многотомная энциклопедия для детей и взрослых, выпускавшаяся издательством «Аванта+» (с 2005 года — «Мир энциклопедий Аванта+») в 1993—2012 годах.
Энциклопедия создавалась по тематическому принципу, каждый том посвящён одной теме (некоторые «объёмные» тома — например, «История России», «Религии мира», «Искусство», «Человек», «Физика», «Всемирная литература», «Русская литература», «Общество» — изданы в нескольких книгах-частях). В аннотациях к каждому тому указано: «адресовано детям среднего и старшего школьного возраста, их родителям и преподавателям, а также всем, кто считает себя любителем [тема тома]». К написанию статей для томов привлекаются сотрудники профильных институтов Российской академии наук.
Тома, вышедшие в серии «Энциклопедия для детей» рекомендованы Управлением общего среднего образования Министерства общего и профессионального образования Российской Федерации.
Тома «Энциклопедии для детей» рекомендованы Международным центром обучающих систем (МЦОС) и международной кафедрой-сетью ЮНЕСКО/МЦОС в качестве учебного пособияв системах непрерывного образования для всех.
Энциклопедия была одобрена и рекомендована экспертным советом Министерства образования России.
На «Энциклопедии для детей Аванта+» выросли представители трёх поколений: поздние годы поколения Х, поколение Y и ранние годы поколения Z.
Суммарный тираж томов «Энциклопедии для детей» по состоянию на 2001 год превысил 11 млн экземпляров, по состоянию на 2006 — 15 млн экземпляров. Суммарный тираж «Энциклопедии для детей „Аванта+“» — 20 млн экземпляров.

## Принципы «Энциклопедии для детей»
- Актуальность и достоверность информации (включает в себя последние научные данные; описывает события, включая недавнее прошлое), детальная проверка точности фактов и правильности иллюстраций[8].
- Принцип «излагать сложное просто и увлекательно». «Доступность изложения весьма удачно сочетается со строгой научной достоверностью»[9].
- Включённость читателя в процесс познания: «читатель … сам совершает открытия»[10], «стиль изложения, делающий читателя соучастником процесса познания»[8].
- Полнота. «Охват всех областей человеческого познания»[8], освещение всех тем, в том числе «спорных/сложных», (например, духовных течений XX века в тома «Религии мира») и «нестандартных» (например, детского фольклора в томе «Русская литература»).
- Гипертекстовая подача материала (статьи, дополнительные очерки двух типов, размещённые на цветных плашках, комментарии на полях)[8].

## История
1993 год — издана первая книга «Энциклопедии для детей» издательства «Аванта+» — том «Всемирная история». «Редакция, работавшая над первым томом энциклопедии — „Всемирная история“ — состояла из десяти человек».
1994 год — вскоре после выхода второго тома («Биология») в Москве организован пункт подписки на «Энциклопедию…» (позднее преобразован в фирменный магазин, который проработал около 25 лет).
1995—1998 годы — «Энциклопедия для детей» печаталась в типографиях Германии на мелованной бумаге. Первый тираж некоторых томов достигал 350.000 экземпляров. 
1996 год —  название энциклопедии дополнено названием издательства, с этого времени точное название — «Энциклопедия для детей Аванта+». 
1996 год — издательство преобразовано в издательское объединение, включающее 4 юридических лица. Редакция, работающая над созданием «Энциклопедии…», выделена в отдельное юридическое лицо и расширена (число сотрудников составляло около ста человек). С этого времени над каждым томом работает методологический, ведущий научный и ответственный редактор (указаны на титульных листах томов).
1996-97 годы — в качестве авторов статей приглашены сотрудники профильных институтов Российской академии наук. Первые шесть книг «Энциклопедии…», вышедшие до 96 года, были переработаны.
1 сентября 1997 года — Президент РФ дарит школьникам тома «Энциклопедии для детей Аванта+».
После кризиса 1998 года и далее — тома печатались в Первой образцовой типографии на офсетной бумаге Гознак.
2002 год — премия Президента РФ за разработку и создание «Энциклопедии для детей».
2005 год — права на издание «Энциклопедии…» куплены издательским холдингом АСТ, в холдинге создано отдельное юридическое лицо «Мир энциклопедий „Аванта+“».
В 2007—2011 годах издательством «Мир энциклопедий Аванта+» в рамках серии «„Энциклопедия для детей“ (мини)» были выпущены уменьшенные чёрно-белые копии «больших» энциклопедий.
С 2012 года права на издание «Энциклопедии…» принадлежат издательству «Эксмо», поскольку холдинг АСТ был поглощён им.

## Ключевые сотрудники редакции
- Директор издания (1993—1995) — Мария Аксёнова.
- Главный редактор (председатель редакционного совета, шеф-редактор, зав. редакцией) — Мария Аксёнова (1996—2000, 2005—2009 годы), Светлана Исмаилова (1993—1995), Виктор Володин (2001—2002), Елена Хлебалина (Журавлёва) (2003, 2005—2006), Елена Ананьева (2004), Дмитрий Володихин (2006—2007), Анна Голосовская (2008—2012)
- Методологический редакторы, заместители главного редактора — Александр Элиович, Виктор Володин, Дмитрий Володихин.
- Главный художник — Елена Дукельская (1993—2003 годы), Татьяна Евсеева (2004—2012 годы).
- Сотрудники, удостоенные премии Президента РФ в области образования: М. Аксёнова, В. Володин, Д. Володихин, А. Грязнов, Е. Дукельская, Л. Петрановская, В. Санюк, Г. Храмов, А. Элиович.[13]

## Список томов
Изначально издательство планировало выпустить 10 томов (что было указано в подписном абонементе на «Энциклопедию для детей»), но по мере создания «Энциклопедии…» номенклатура томов увеличивалась. Некоторые тома посвящены «нетрадиционным» для обычных энциклопедий темам — например, «Личная безопасность». Томами энциклопедии также являются фактически самостоятельные издания — «Универсальный иллюстрированный энциклопедический словарь», «Толковый словарь русского языка». У томов "Политика" (вышел в 2012 году) и "Великие люди мира" (вышел в 2006 году) одинаковый порядковый номер тома - 27. 
Со временем старые тома переиздавались (дополнялись или сокращались, исправлялись опечатки). Переиздания старых и издание новых томов не синхронизировано, поэтому нельзя говорить об отдельных изданиях энциклопедии в целом. Кроме того, печатались многочисленные дополнительные тиражи отдельных томов (без внесения изменений в содержание) по мере того, как какой-то том заканчивался на складе. Например, изначально том "Искусство. Музыка. Театр. Кино"  выпущен тиражом 70000 экз, подписан в печать 13.11.2000, а 28.12.2000 допечатан дополнительный тираж в 30000 штук. 
Некоторые тома при дальнейшем переиздании проходили переработку с дополнениями: к примеру, том "Языкознание. Русский язык" был "поделен" на два отдельных тома "Русский язык"(т.10) и "Языкознание"  (т.38) с добавлением главы "Иностранные языки", а на базе тома "Российские столицы. Москва и Санкт-Петербург" отдельной книгой выпущен том "Москвоведение" (т.29). 
По состоянию на 2016 год в рамках «Энциклопедии для детей Аванта+» выпущено более 60 книг.

### Основные тома
1. Всемирная история
  - 1-е изд. — 1993 г., 670 с., 100 000 экз., ISBN 5-86529-003-7
  - 2-е изд. — 1993 г., 686 с., ISBN 5-86529-009-6
  - 3-е изд., перераб и доп. — 1994 г., 704 с., 50 000 экз., ISBN 5-86529-014-2
  - 3-е изд. — 1996 г., 704 с.
  - 4-е изд. — 1999 г., 685 с., ISBN 5-8483-0003-8
  - 4-е изд., испр. и перераб. — 2000 г., 688 с., ISBN 5-8483-0003-8
  - 4-е изд., испр. и перераб. — 2001 г., 688 с., 20 000 экз.
  - 4-е изд., испр. и перераб. — 2004 г., 686 с., ISBN 5-94623-078-6
  - 4-е изд., испр. и перераб. — 2006 г., 686 с., ISBN 5-98986-015-3
  - 4-е изд., испр. и перераб. — 2007 г., 686 с., 20 000 экз., ISBN 5-98986-050-1
  - 4-е изд., испр. и перераб. — 2008 г., 686 с., ISBN 978-5-98986-015-9
2. Биология
  - 1-е изд. — 1993 г., 672 с. (Рецензия в журнале «Наука и жизнь» № 7 за 1994 год)
  - 1-е изд. — 1994 г., 686 с., 50 000 экз.
  - 3-е изд., перераб. и доп. — 1996 г., 704 с., ISBN 5-86529-012-6
  - 5-е изд. — 2001 г., 704 с.
  - 6-е изд. — 2007 г., 672 с.
  - 7-е изд., испр. — 2012 г., 589 с., 3000 экз. (доп. тираж)
3. География
  - 1-е изд. — 1994 г., 640 с., 250 000 экз., ISBN 5-86529-015-2
  - 3-е изд., испр. — 1997 г., 704 с., 20 000 экз., ISBN 5-89501-009-1
  - 4-е изд., испр. — 2007 г., 702 с., 10 000 экз., ISBN 978-5-98986-086-9
  - 5-е изд. — 2008 г., 526 с.
4. Геология
  - 1-е изд. — 1995 г., 624 с., 300 000 экз. ISBN 5-86529-021-5
  - 2-е изд., перераб. и доп. — 2000 г., 688 с., 15 000 экз.
5. История России в 3-х частях (ч. 1 «От древних славян до Петра Великого», ч. 2 «От дворцовых переворотов до эпохи Великих реформ», ч. 3 «XX век»)
  - ч.1 — 1-е изд. — 1995 г., 670 с., 350 000 экз., ISBN 5-86529-037-1
  - ч.1 — 1-е изд. — 1996 г., 670 с. 25 000 экз., ISBN 5-86529-037-1
  - ч.1 — 1-е изд. — 1997 г., 670 с., 20 000 экз.
  - ч.1 — 2-е изд., испр. и доп. — 2001 г., 688 с., 30 000 экз., ISBN 5-89501-023-7
  - ч.1 — 3-е изд., испр. и доп. — 2009 г., 512 с., 5000 экз., ISBN 978-5-98986-209-2
  - ч.2 — 1-е изд. — 1997 г., 704 с., 100 000 экз.
  - ч.2 — 1-е изд. — 2002 г., 704 с., 20 000 экз., ISBN 5-94623-016-6
  - ч.3 — 1-е изд. — 1996 г., 672 с., 100 000 экз.
  - ч.3 — 3-е изд., перераб. и испр. — 2001 г., 704 с., 20 000 экз., ISBN 5-89501-024-5
  - ч.3 — 4-е изд., перераб. и испр. — 2007 г., 512 с., 10 000 экз., ISBN 978-5-98986-141-5
6. Религии мира в 2-х частях (ч. 1 «Верования древности. Религии Ирана и Индии. Иудаизм. Буддизм», ч. 2 «Религии Китая и Японии. Христианство и Ислам. Религиозные учения Нового времени»)
  - ч.1 — 1-е изд. — 1996 г., 720 с., 100 000 экз.
  - ч.1 — 2-е изд. — 1996 г., 720 с., 25 000 экз., ISBN 5-86529-051-7
  - ч.1 — 4-е изд., испр. — 2008 г., 492 с., 7000 экз., ISBN 978-5-98986-038-8
  - ч.2 — 1-е изд. — 1996 г., 688 с., 100 000 экз., ISBN 5-86529-044-4
  - ч.2 — 1-е изд. — 2007 г., 688 с., 7000 экз., ISBN 978-5-98986-039-5
7. Искусство в 3-х частях (ч. 1 «Архитектура, изобразительное и декоративно-прикладное искусство с древнейших времён до эпохи Возрождения», ч. 2 «Архитектура, изобразительное и декоративно-прикладное искусство XVII—XX веков», ч. 3 «Музыка. Театр. Кино» (прилагается компакт-диск с композициями классической музыки: «Музыка от эпохи Возрождения до XX века»))
  - ч.1 — 1-е изд. — 1997 г., 688 с., 100 000 экз.
  - ч.2 — 1-е изд. — 1999 г., 656 с., 70 000 экз., ISBN 5-89501-028-8
  - ч.2 — 1-е изд. — 2008 г., 656 с., 7000 экз.
  - ч.3 — 1-е изд. — 2000 г., 624 с., 70 000 экз., ISBN 5-8483-0031-3
  - ч.3 — 1-е изд. — 2008 г., 624 с., 7000 экз.
8. Астрономия
  - 1-е изд. — 1997 г., 688 с., 100 000 экз., ISBN 5-89501-008-3
  - 1-е изд. — 2007 г., 688 с., 10 000 экз., ISBN 978-5-98986-040-1
  - 2-е изд., перераб. — 2011 г., 528 с., 4000 экз.
  - 2-е изд., перераб. — 2013 г., 528 с., 2000 экз., ISBN 978-5-98986-447-8
9. Русская литература в 2-х частях (ч. 1 «От былин и летописей до классики XIX века», ч. 2 «XX век»)
  - ч.1 — 1-е изд. — 1998 г., 672 с., 100 000 экз., ISBN 5-89501-011-3
  - ч.1 — 1-е изд. — 1999 г., 672 с., 25 000 экз.
  - ч.1 — 1-е изд. — 2008 г., 672 с., 100 000 экз., ISBN 978-5-98986-034-0
  - ч.1 — 2-е изд., перераб. — 2010 г., 560 с.
  - ч.2 — 1-е изд. — 1999 г., 688 с., 70 000 экз., ISBN 5-89501-029-6
  - ч.2 — 1-е изд. — 2008 г., 688 с., 70 000 экз., ISBN 978-5-98986-048-7
10. Языкознание. Русский язык
  - 1-е изд. — 1998 г., 704 с., 100 000 экз., ISBN 5-89501-014-8
  - 2-е изд., испр. — 2000 г., 704 с., 20 000 экз.
  - 3-е изд., перераб. и доп. — 2004 г., 704 с., ISBN 5-8483-0051-8
11. Математика
  - 1-е изд. — 1998 г., 688 с., 70 000 экз.
  - 1-е изд. — 2003 г., 688 с., 12 000 экз., ISBN 5-94623-072-7
  - 2-е изд. — 2007 г., 624 с., 10 000 экз.
12. Россия: физическая и экономическая география
  - 1-е изд. — 1998 г., 704 с., 75 000 экз. (1-е издание выходило под названием Россия: природа, население, экономика)
  - 2-е изд., испр. — 1999 г., 704 с., 25 000 экз., ISBN 5-89501-027-X
  - 2-е изд., испр. — 2004 г., 704 с., 10 000 экз.
  - 3-е изд., испр. — 2005 г., 704 с., 10 000 экз., ISBN 5-94623-127-8
13. Страны. Народы. Цивилизации
  - 1-е изд. — 1999 г., 704 с., 70 000 экз.
  - 2-е изд. — 2005 г., 704 с., 15 000 экз.
  - 2006 г., 704 с., ISBN 5-98986-051-X
14. Техника
  - 1-е изд. — 1999 г., 688 с., ISBN 5-8483-0011-9
  - 1-е изд. — 2000 г., 688 с., 20 000 экз., ISBN 5-8483-0011-9
15. Всемирная литература в 2-х частях (ч. 1 «От зарождения словесности до Гёте и Шиллера», ч. 2 «Всемирная литература XIX и XX века»)
  - ч.1 — 1-е изд. — 2001 г., 672 с., 20 000 экз.
  - ч.1 — 1-е изд. — 2002 г., 672 с., 20 000 экз., ISBN 5-94623-031-X
  - ч.2 — 1-е изд. — 2001 г., 656 с., 60 000 экз., ISBN 5-8483-0039-9
16. Физика в 2-х частях (ч. 1 «Биография физики. Путешествие в глубь материи. Механическая картина мира», ч. 2 «Электричество и магнетизм. Термодинамика и квантовая механика. Физика ядра и элементарных частиц»)
  - ч.1 — 1-е изд. — 2000 г., 448 с., 35 000 экз.
  - ч.1 — 1-е изд. — 2001 г., 448 с., 20 000 экз.
  - ч.1 — 2-е изд., перераб. — 2008 г., 475 с., 10 000 экз.
  - ч.2 — 1-е изд. — 2000 г., 432 с.
  - ч.2 — 1-е изд. — 2008 г., 432 с., 8000 экз.
17. Химия
  - 1-е изд. — 2000 г., 640 с., 35 000 экз.
  - 2-е изд. — 2008 г., 656 с.
18. Человек в 3-х частях (ч. 1 «Тело человека: Происхождение и природа человека. Как работает тело. Искусство быть здоровым», ч. 2 «Психология: Архитектура души. Психология личности. Мир взаимоотношений. Психотерапия», ч. 3 «Философия: Духовный мир человека»)
  - ч.1 — 1-е изд. — 24.01.2001 г., 464 с., 60 000 экз. ISBN 5-8493-0036-4 (т.18 ч.1)
  - ч.1 — 1-е изд. — 2002 г., 464 с., 20 000 экз.
  - ч.2 — 1-е изд. — 2002 г., 640 с., 40 000 экз.
  - ч.2 — 1-е изд. — 2003 г., 640 с., 15 000 экз. ISBN 5-94623-049-2 (т.18 ч.2)
  - ч.3 — 1-е изд. — 2006 г., 608 с., 12 000 экз.
19. Экология
  - 1-е изд. — 2001, 448 с., 60 000 экз. ISBN 5-94623-002-6 (т. 19) ISBN 5-94623-001-8
  - 1-е изд. — 2001 г., 448 с., 30 000 экз.
20. Спорт
  - 1-е изд. — 2001 г., 624 с., 60 000 экз.
21. Общество в 2-х частях (ч. 1 «Экономика и политика», ч. 2 «Культуры мира» (прилагается компакт-диск с мультимедийным приложением))
  - ч.1 — 1-е изд. — 2002 г., 464 с., 60 000 экз.
  - ч.2 — 1-е изд. — 2008 г., 640 с., 5000 экз.
22. Информатика
  - 1-е изд. — 2007 г., 624 с., 10 000 экз.
23. Универсальный иллюстрированный энциклопедический словарь
24. Домашние питомцы (прилагается компакт-диск с мультимедийным приложением)
  - 1-е изд. — 2004 г., 448 с., 40 000 экз.
  - 1-е изд. — 2009 г., 448 с., 5000 экз.
25. Космонавтика (прилагается компакт-диск с мультимедийным приложением)
  - 1-е изд. — 2004 г., 448 с., 30 000 экз.
26. Бизнес
  - 1-е изд. — 2005 г., 448 с.
  - 1-е изд. — 2008 г., 448 с., 7000 экз.
27. Великие люди мира
  - 1-е изд. — 2006 г., 640 с., 12 000 экз.
28. Толковый словарь русского языка в 2-х частях (ч. 1 «А — М», ч. 2 «Н — Я»)
29. Москвоведение
30. Санкт-Петербург (планировался; не выпущен)
31. Древние цивилизации
  - 1-е изд. — 2007 г., 528 с., 10 000 экз.
  - 1-е изд. — 2008 г., 524 с., 10 000 экз.
32. История войн
  - 1-е изд. — 2008 г., 640 с., 12 000 экз.
33. Толковый словарь школьника
  - 1-е изд. — 2009 г., 480 с., 5000 экз.
34. История Древнего мира
  - 1-е изд. — 2009 г., 512 с., 4000 экз.
35. История Средних веков
  - 1-е изд. — 2008 г., 525 с., 15 000 экз.
36. История Нового Времени. XV — начало XIX века
  - 1-е изд. — 2010 г., 479 с., 7000 экз.
37. История XIX—XX вв. Новое и Новейшее время
  - 1-е изд. — 2011 г., 480 с., 4000 экз., ISBN 978-5-98986-538-3
38. Языки мира
  - 1-е изд. — 2009 г., 480 с., 12 000 экз.
39. Компьютер
40. Россия: православие
  - 1-е изд. — 2011 г., 477 с., 4000 экз. (доп. тираж)
41. Иллюстрированный атлас мира
  - 1-е изд. — 2010 г., 464 с., 6000 экз., ISBN 978-5-98986-261-0
42. Великая Отечественная война
  - 1-е изд. — 2010 г., 476 с., 7000 экз., ISBN 978-5-98986-349-5
  - 1-е изд. — 2011 г., 476 с., 3500 экз. (доп. тираж)
43. Ботаника
44. Мифология — 2011 г., 464 с., 4000 экз. ISBN 978-5-98986-499-7
45. Политика (заявлен как 27 том)

### Дополнительные тома
- Птицы и звери (прилагается компакт-диск с голосами птиц)
- Человечество. XXI век (ранее был 30-м томом)
  - 1-е изд. — 2003 г., 400 с., 40 000 экз.
- Выбор профессии (ранее был 34-м томом)
  - 1-е изд. — 2003 г., 432 с., 37 000 экз.
- Российские столицы. Москва и Санкт-Петербург
  - 1-е изд. — 2001 г., 448 с., 25 000 экз., ISBN 5-8483-0035-6
- Личная безопасность
  - 1-е изд. — 2001 г., 448 с., 60 000 экз.
- История XX века. Зарубежные страны

### Планировавшиеся к выпуску тома
- Санкт-Петербург
- Электроника и электротехника
- Медицина
- Археология

## Награды[14]
- Благодарность Государственного комитета РФ по печати, 04 сентября 1997 г. «За профессиональное издательско-полиграфическое исполнение "Энциклопедия для детей"»

- Диплом № 299 Всероссийского Выставочного центра, 22 апреля 1997 г. «За составление, художественное оформление, издание "Энциклопедии для детей"»

- Награда «Самый массовый познавательный проект» в 1998 году на XI Московской международной книжной ярмарке

- Диплом конкурса на лучшее издание в области деловой, учебной и научной литературы, 1999 г. «За том "Математика" Энциклопедии для детей Аванта+»

- Диплом журнала «Книжный бизнес», 02 сентября 1999 г. «Победителю рейтингов журнала "Книжный бизнес"»

- Диплом 1 Московского фестиваля «Вместе с книгой мы растём» — Победителю номинации «Российский бестселлер»

- Премия ООО ТД «Библио-Глобус», 2002 год — Коллективу авторов «Энциклопедии для детей» в номинация «Команда года»

- Диплом оргкомитета Международной ярмарки «Невский книжный форум» 13 июня 2003 г. «За большой вклад в развитии издательского дела»

- Указом Президента РФ В. В. Путина от 3 октября 2002 года за разработку научно-методической концепции изложения учебных материалов и создание на её основе фундаментальной книжной серии «Энциклопедия для детей Аванта+» 9 сотрудников издательства удостоены премии Президента РФ в области образования[14][12].

## Отзывы

### Положительные
Журнал «Преподавание истории в школе» отмечал: «„Энциклопедия для детей“ в пятнадцати томах — реализация подобного замысла способна стать заметным событием и в книгоиздании, и в педагогике, и в развитии научно-популярной литературы».
М. Д. Аксёнова, главный редактор «Энциклопедии…», отмечала: «Знания нельзя делить на высокие и низкие», «Мы пишем обо всём, что существует в мире. Какой бы неудобной или сложной ни была тема, мы будем её исследовать», «Ребёнок не должен „продираться“ через малопонятный текст; излагать сложные темы так, чтобы в них хотелось разобраться, — это уважение к читателю».
"Это настоящая находка для школьников и их родителей, а также для всех, кто интересуется химией. Это вполне современное справочное издание, освещающее вопросы истории, важнейшие аспекты развития химической науки. При этом доступность изложения весьма удачно сочетается со строгой научной достоверностью. Том «Химия» продолжает лучшие традиции детской энциклопедической литературы: развитие навыков самостоятельного и вдумчивого постижения мира, " — журнал «Лиза», 2005 г.
Газета «Наше время» писала: «Во всём разнообразии выходящих в России энциклопедий есть проект, безусловно, один из самых интересных. Тем хотя бы, что живёт уже давно — и это в наше-то бегущее время. Это вполне научное издание, основательное и добротное, итог работы целых научных коллективов из „предыдущего“, образованного поколения. Это „Энциклопедии для детей“ издательства „Аванта+“».
«Устройство „Энциклопедии для детей“ таково, что каждая самостоятельная статья подвигает на чтение соседних, материал затягивает и завораживает…» — «Языкознание». — газета «Ex Libris НГ», 2004 г.

### Отрицательные
В журнале «Новая и новейшая история» отмечается, что в томах энциклопедии по истории «имеются серьёзные недостатки, ставящие под сомнение её использование в школе», а также наличие «фантастических цифр боевых потерь Красной Армии» в Великой Отечественной войне, которые «представляются сильно завышенными».

## Авторы статей в томах
- Агаджанян, Николай Александрович («Человек. Ч.1»)
- Аксенова, Мария Дмитриевна («Человек», «Религии мира», «Биология», «Языкознание. Русский язык», «Астрономия»)
- Алаев, Леонид Борисович («История средних веков»)
- Алексеев, Сергей Викторович ((«История России. Ч.1», «Мифология»)
- Алпатов, Владимир Михайлович («Языкознание. Русский язык», «Языки мира»)
- Альбедиль, Маргарита Фёдоровна («Религии мира», «Мифология», «Человек»)
- Апресян, Рубен Грантович («Человек»)
- Архангельский, Александр Николаевич («Русская литература. Ч.1»)
- Баландин, Рудольф Константинович («Страны, народы, цивилизации»)
- Барсков, Игорь Сергеевич («Геология»)
- Бибихин, Владимир Вениаминович («Общество. Культуры мира»)
- Божович, Виктор Ильич («Искусство. Музыка. Театр. Кино»)
- Быков, Дмитрий Львович («Русская литература»)
- Бычков, Виктор Васильевич («Человек. Духовный мир человека»)
- Бусева-Давыдова, Ирина Леонидовна («Искусство. Ч.1»)
- Гик, Евгений Яковлевич («Спорт»)
- Горелик, Михаил Викторович («Всемирная история»)
- Громов, Сергей Васильевич («Физика»)
- Гросвальд, Михаил Григорьевич («География»)
- Гуревич, Павел Семёнович («Страны, народы, цивилизации», «Общество. Экономика и политика», «Человек»)
- Данин, Даниил Семёнович («Физика»)
- Дамье, Вадим Валерьевич («История России. XX век», «Общество. Экономика и политика», «Общество. Культуры мира», «История Нового времени»)
- Зоркая, Нея Марковна («Искусство. Музыка. Театр. Кино»)
- Зырянов, Павел Николаевич («История России. XX век»)
- Елисеева, Ольга Игоревна («История XX века. Зарубежные страны», «Российские столицы. Москва и Санкт-Петербург», «Москвоведение»,  «Древние цивилизации»)
- Ефремов, Виктор Степанович («Бизнес»)
- Кагарлицкий, Борис Юльевич («Общество. Экономика и политика»)
- Каневский, Зиновий Михайлович («География»)
- Короновский, Николай Владимирович («Геология»)
- Кочетов, Сергей Михайлович («Домашние питомцы»)
- Кравцова, Марина Евгеньевна («История средних веков»)
- Кураев, Андрей Вячеславович («Религии мира»)
- Левандовский, Андрей Анатольевич («История России. XX век»)
- Леенсон, Илья Абрамович («Химия»)
- Майсурян, Александр Александрович («Биология»)
- Манн, Юрий Владимирович («Русская литература»)
- Маслов, Алексей Александрович («Религии мира»)
- Минц, Лев Миронович («Страны, народы, цивилизации», «Человечество. XXI век»)
- Михалкович, Валентин Иванович («Искусство. Музыка. Театр. Кино»)
- Наумов, Леонид Анатольевич («Всемирная история»)
- Немировский, Александр Аркадьевич («Религии мира», «Мифология»)
- Огуреева, Галина Николаевна («Ботаника»)
- Орлов, Ростислав Васильевич («Спорт»)
- Петрановская, Людмила Владимировна («Человек»)
- Петрухин, Владимир Яковлевич («Мифология»)
- Пискунова, Светлана Ильинична («Всемирная литература»)
- Плугин, Владимир Александрович («История России Ч.1»)
- Погадаев, Виктор Александрович («История средних веков», «Страны, народы, цивилизации»)
- Полян, Павел Маркович («Россия: физическая и экономическая география»)
- Рябов, Пётр Владимирович («Общество. Культуры мира»)
- Соколов, Борис Вадимович («История России. XX век», «Великая Отечественная война»)
- Соловьёв, Эрих Юрьевич («Общество. Культуры мира»)
- Султанов, Ринат Ишбулдович («Религии мира»)
- Суриков, Игорь Евгеньевич («История войн»)
- Тахо-Годи, Елена Аркадьевна («Русская литература. Ч.1»)
- Торчинов, Евгений Алексеевич («Общество. Культуры мира»)
- Харитонович, Дмитрий Эдуардович («Всемирная история», «История Нового времени»)
- Штейнбах, Валерий Львович («Спорт»)
- Эйдельман, Тамара Натановна («Политика»)
- Эрлихман, Вадим Викторович («Российские столицы. Москва и Санкт-Петербург», «Москвоведение», «Человечество. XXI век», «История XX века. Зарубежные страны»)
- Янышев, Санджар Фаатович («Страны, народы, цивилизации»)